# Anthophora strucki
Anthophora strucki är en biart som beskrevs av Constance Margaret Eardley och Brooks 1989. Anthophora strucki ingår i släktet pälsbin, och familjen långtungebin. Inga underarter finns listade i Catalogue of Life.